# Dirck van Haeften
Dirck van Haeften (circa 1530 - 1578/1579) was een Nederlandse edelman uit het geslacht Van Haeften. Hij was heer van Gameren en gouverneur van de stad Zaltbommel. Van Haeften streed aan de zijde van Willem van Oranje in het begin van de Tachtigjarige Oorlog.

## Jeugdjaren
Dirck van Haeften werd rond 1530 geboren als oudste zoon van Johan van Haeften en Lucresia van Brederode. Johan had diverse bezittingen in Gelre, zoals het kasteel Wayenstein in Herwijnen en de heerlijkheid Gameren. Dirck werd al in 1544 als minderjarige beleend met Wayenstein en enkele hofsteden en tienden. Hij droeg Wayenstein echter al snel over aan zijn oom Alard. In 1549 gaf hij ook nog eens twee tienden en een hofstad in Herwijnen aan zijn oom. In datzelfde jaar overleed zijn vader Johan, waarna Dirck met de heerlijkheid en het kasteel Gameren werd beleend. Het is aannemelijk dat Dirck specifiek heeft gekozen voor Gameren als zijn vaste verblijfplaats en daarom zijn bezittingen in Herwijnen afstootte.

## Verbond der Edelen
In 1566 werd Dirck onderdeel van het Verbond der Edelen. Hij was toen samen met zijn zwager Alexander van IJsselsteyn in krijgsdienst bij Hendrik van Brederode, een van de voormannen van het Verbond. Alexander was getrouwd met Agnes, een zus van Dirck, en was een broer van Anna van Buren, echtgenote van Willem van Oranje.
Vanwege zijn betrokkenheid bij het Verbond kwam Dirck in de problemen. Hij wilde zijn bezittingen veiligstellen en verkocht daarom in 1567 de heerlijkheid en kasteel Gameren aan zijn moeder. Op 20 juni 1568 kreeg Dirck inderdaad een dagvaarding om te verschijnen voor de Antwerpse rechtbank van landvoogd Alva. Hij kwam niet opdagen, waarna hij bij verstek werd veroordeeld tot verbanning en verbeurdverklaring van zijn goederen. Ondanks dat hij zijn goederen had overgedragen aan zijn moeder Lucresia, werd de verbeurdverklaring alsnog uitgevoerd. Dirck zelf was inmiddels gevlucht, waarschijnlijk naar Duitsland.

## Verovering van Zaltbommel
In 1572 keerde Dirck terug met een legertje geuzen en trok op naar Zaltbommel. Op 31 juli wisten hij en zijn manschappen de stadswacht van de Boschpoort te overmeesteren door een list met een hooiwagen: Dirck had zich in de hooiwagen verstopt en kon op deze manier de Boschpoort veilig bereiken. De stad werd dezelfde dag nog ingenomen en de kleine Spaanse bezetting werd verdreven. Zaltbommel werd door Dirck opgedragen aan Willem van Oranje. Dirck werd benoemd tot gouverneur van Zaltbommel. Landvoogd Alva heeft nog een poging gedaan om Dirck om te kopen: als hij Zaltbommel terug zou geven aan de Spanjaarden, kreeg Dirck vergiffenis, een bedrag van 20.000 gulden en de teruggave van zijn goederen. Dirck ging niet op dit aanbod in.
In april 1574 veroverde Dirck het kasteel Waardenburg, dat werd verdedigd door Catharina van Gelder. Bij de strijd om het kasteel raakte Dirck gewond aan zijn been.

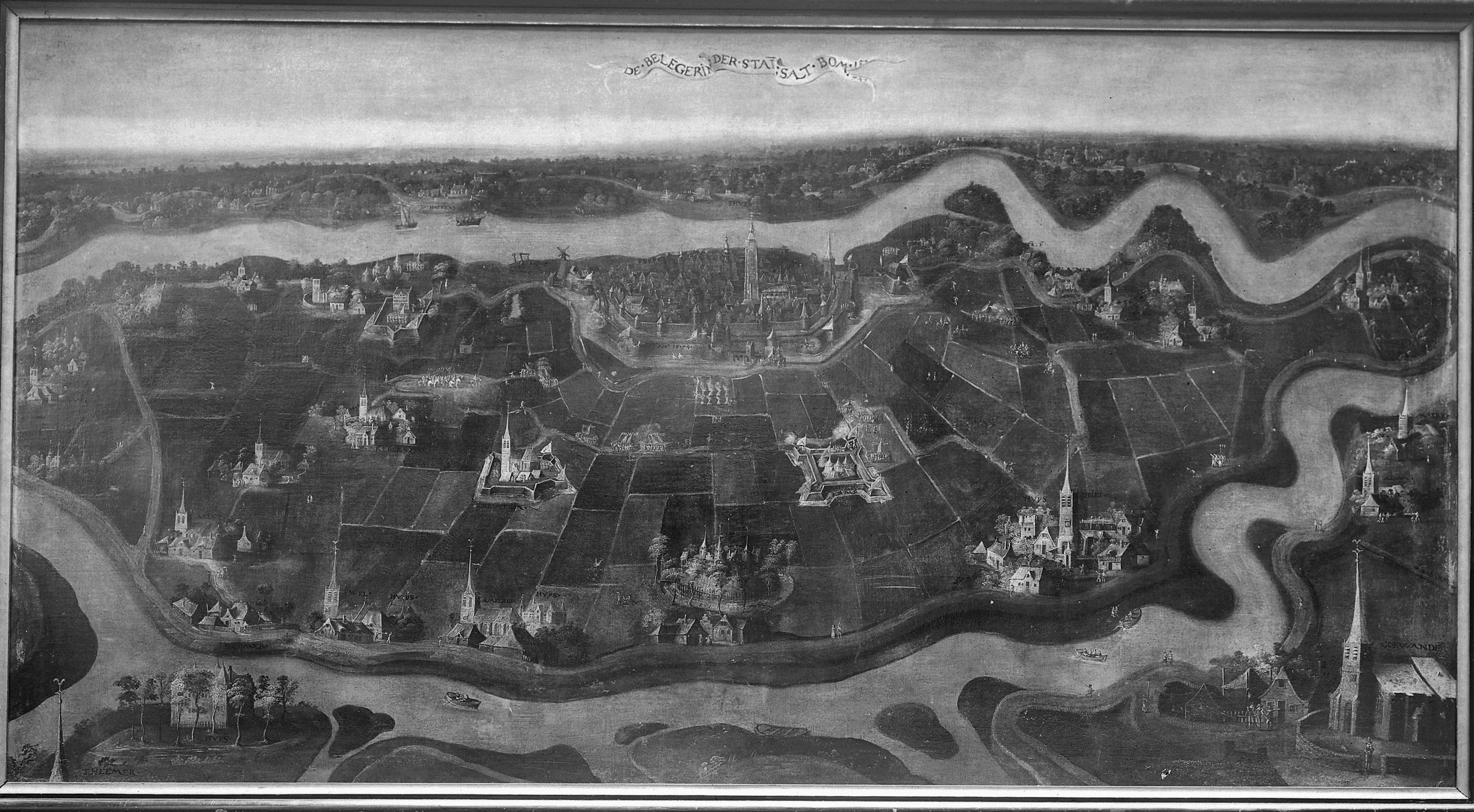
Het beleg van Zaltbommel (1574)

## Het beleg van Zaltbommel
In de zomer van 1574 sloegen Spaanse troepen onder leiding van Gillis van Berlaymont het beleg op voor Zaltbommel. Dirck had de stad al voorbereid op een mogelijke belegering en had onder andere de molens die buiten de stadsmuren stonden, laten afbreken. Berlaymont bouwde diverse schansen rondom Zaltbommel, onder andere rond Dircks kasteel in Gameren. Dirck vocht zelf ook actief mee en kwam tijdens een van de gevechten in een benarde situatie toen hij zijn paard en geweer verloor; hij kon ternauwernood te voet een veilig heenkomen vinden in de stad.
Toen in oktober het water in de Waal flink was gestegen, besloot Dirck om de dijken door te steken. Het hoge water maakte het Berlaymont onmogelijk om de strijd vol te houden en hij gaf het beleg op.
Dirck bleef na het beleg gouverneur van Zaltbommel. De stad functioneerde als grensstad in de strijd tegen Spanje en moest daardoor permanent een garnizoen huisvesten. Dit was voor Zaltbommel een zware last, en dit leidde dan ook tot frictie met Dirck. Uiteindelijk legde Dirck in 1577 zijn functie neer, waarschijnlijk op verzoek van Willem van Oranje.

## Overlijden
In 1578 of 1579 overleed Dirck. Hij werd vermoedelijk in de Sint-Maartenskerk in Zaltbommel begraven: daar bevond zich namelijk een grafsteen die aan het kasteel van Gameren was verbonden en waar onder andere zijn zuster Aleid op stond vermeld. Zijn bezittingen vielen terug aan zijn moeder Lucresia.
Dirck liet een weduwe achter, Margaretha van Duvenvoorde. Hun huwelijk was kinderloos gebleven.

## Herdenking
De verovering van Zaltbommel door Dirck van Haeften in 1572 is in 1922 en 2022 herdacht met diverse activiteiten. Zijn inname van de stad heeft hierbij de naam ‘Verrassing van Zaltbommel’ gekregen.